# Suning
Suning.com Company Limited, ранее известная как Suning Commerce Group (苏宁易购集团股份有限公司, «Сунин.ком») — одна из крупнейших частных компаний розничной и электронной торговли в Китае (входит в число крупнейших компаний мира согласно рейтингам Fortune Global 500 и Forbes Global 2000). Управляет несколькими сетями, которые объединяют более 10 тыс. магазинов, а также популярными платформами электронной коммерции и службами курьерской доставки. Основана в 1996 году, штаб-квартира расположена в городе Нанкин (провинция Цзянсу).  

## История

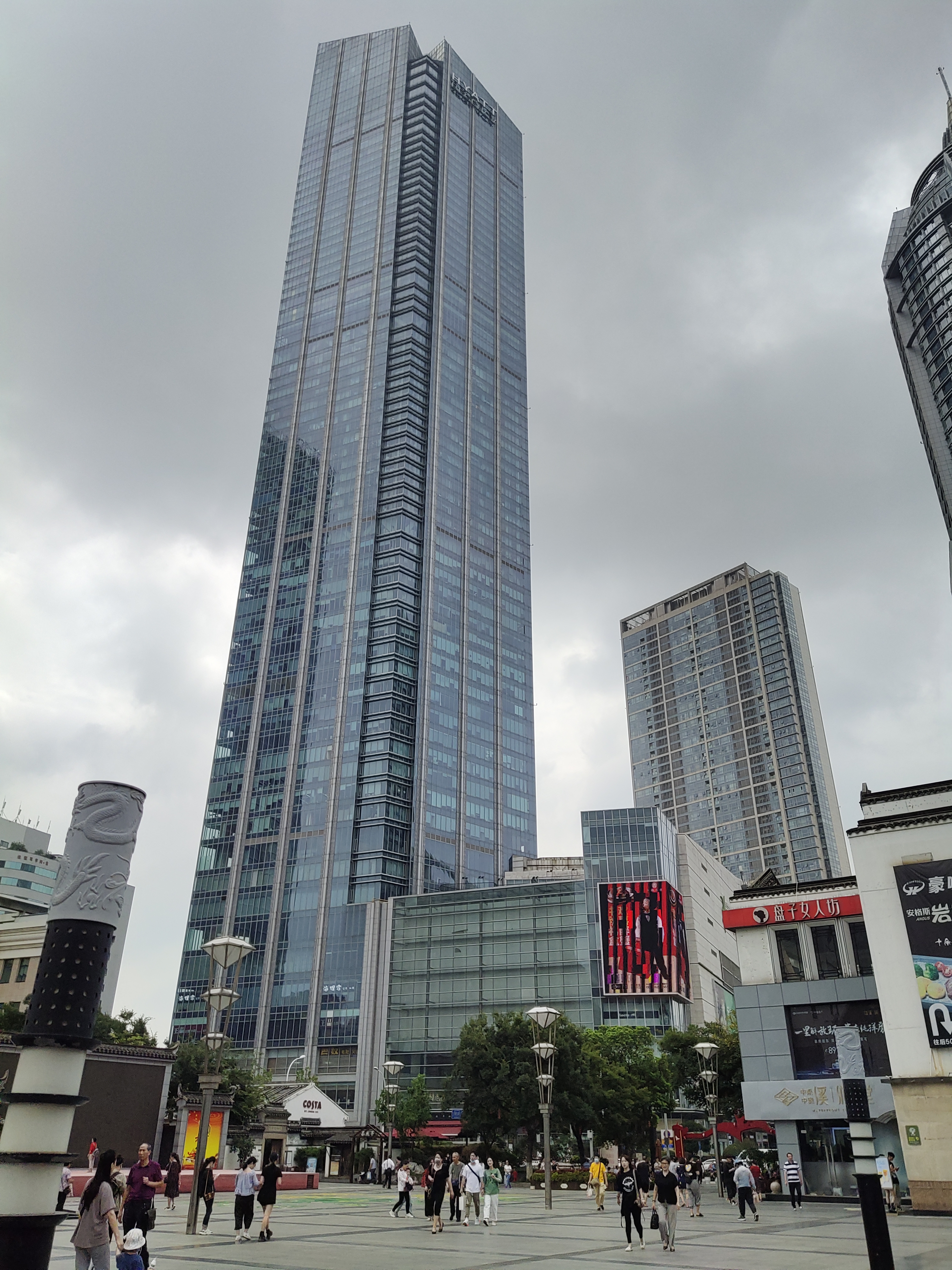
Suning Plaza в Уси

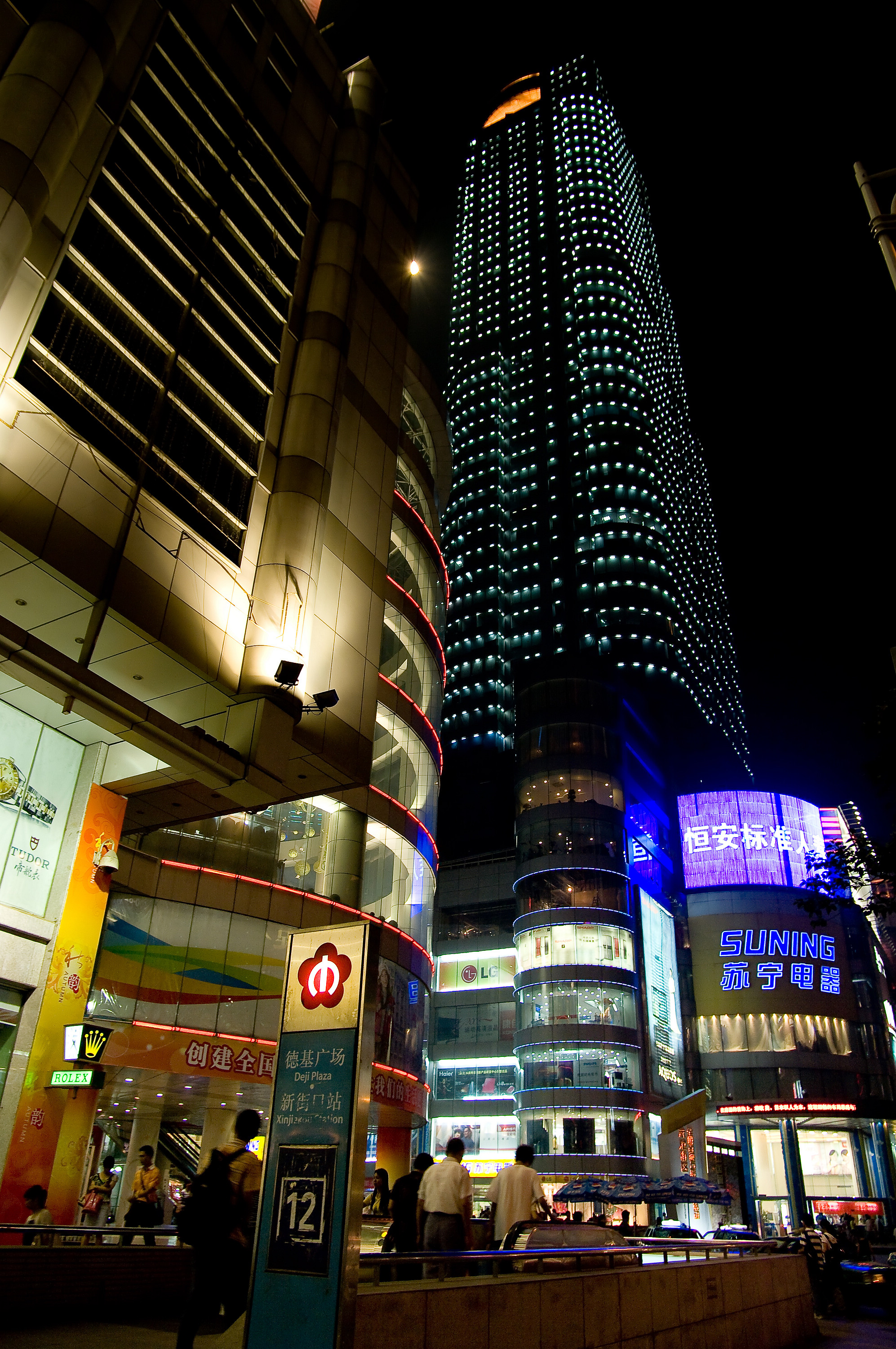
Магазин Suning в Нанкине

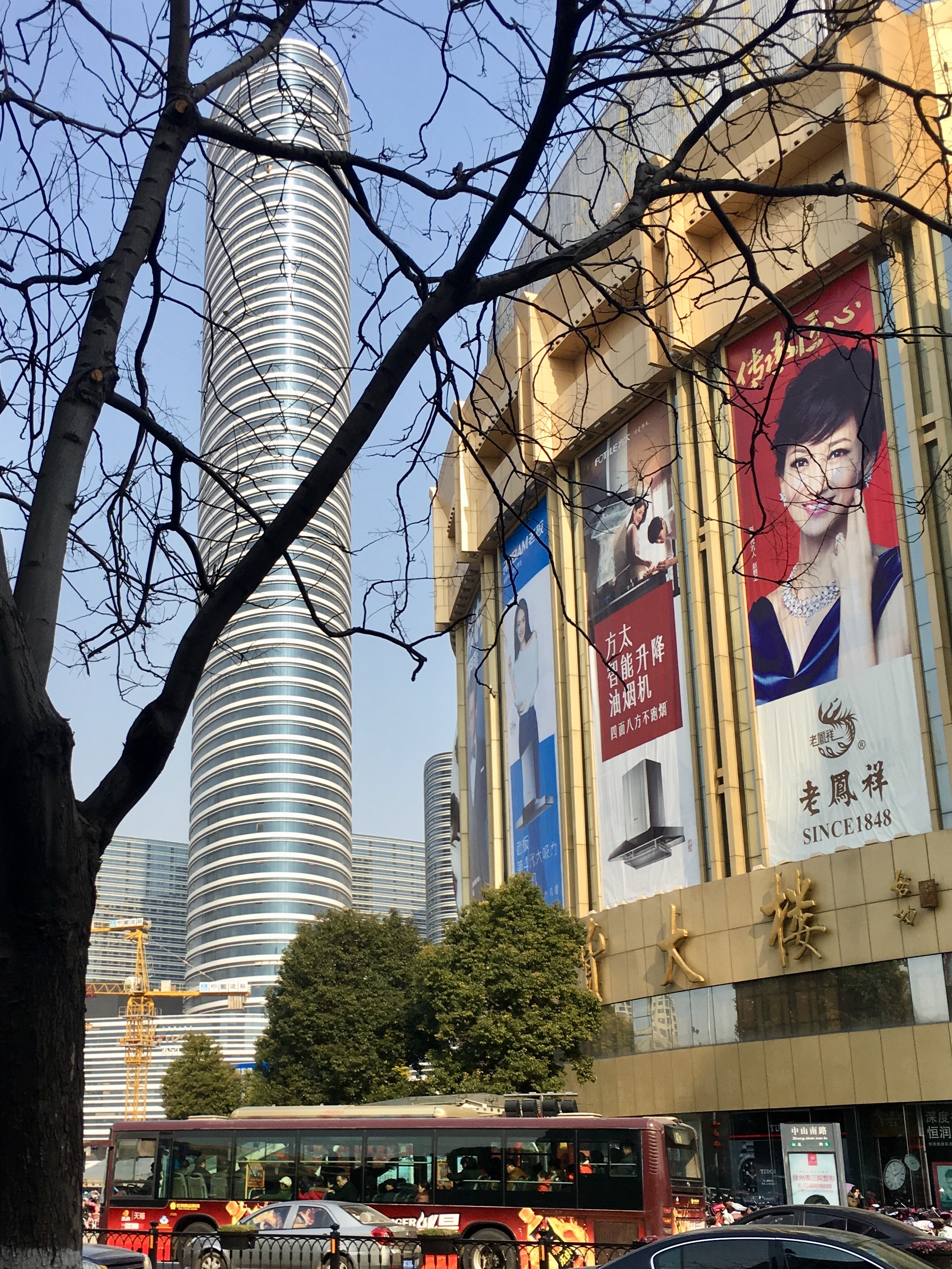
Suning Plaza в Сюйчжоу

В декабре 1990 года Чжан Цзиньдун и его старший брат Чжан Гуйпин открыли в Нанкине магазин кондиционеров под брендом Suning (образовался от названий улиц Цзянсу-роуд и Нинхай-роуд). Позже Гуйпин вышел из бизнеса и основал компанию недвижимости Suning Universal). В мае 1996 года была основана компания Suning Domestic Appliance Co., в 2000 году она была переименована в Suning Domestic Appliance Group, а затем — в Suning Appliance Chain Store Group. 
В 2002 году Чжан Цзиньдун основал в Нанкине компанию недвижимости Suning Real Estate. В июле 2004 года акции Suning Appliance Chain Store стали котироваться на Шэньчжэньской фондовой бирже. Основными акционерами компании в то время были Чжан Цзиньдун (35,12 %), Jiangsu Suning Appliance (18,29 %) и Чэнь Цзиньфэн (8,78 %). В 2005 году Suning Appliance Chain Store Group была переименована в Suning Appliance Company. В 2009 году компания приобрела гонконгскую сеть магазинов электроники Citicall Retail Management, которая была переименована в Hongkong Suning Commerce. В феврале 2013 года Suning Appliance Company сменила название на Suning Commerce Group. 
В ноябре 2013 года Suning открыла в калифорнийском городе Пало-Алто свой американский научно-исследовательский центр. В декабре 2014 года Suning, Bank of Nanjing и BNP Paribas создали совместное предприятие потребительского кредитования Suning Consumer Finance Company. В октябре 2015 года дочерняя компания Suning Culture Investment Management инвестировала средства в видеостриминговую платформу PPTV. В декабре 2015 года Suning Appliance Group приобрела футбольный клуб «Цзянсу», изменив его название на «Цзянсу Сунин». 
В начале 2016 года Alibaba Group через Taobao Software завершила приобретение 19,99 % акций компании Suning за 4,63 млрд долларов, о котором было объявлено в августе 2015 года. В июне 2016 года Suning Holdings Group приобрёл за 270 млн евро 68,5 % акций итальянского футбольного клуба «Интернационале». В июне 2017 года начал работу частный онлайн-банк Jiangsu Suning Bank (совместное предприятие Suning Commerce Group и Jiangsu Sunrain Solar Energy). В июле 2017 года была запущена торговая сеть Suning Retail Cloud, ориентированная на небольшие города и сельские уезды. В ноябре 2017 года Suning открыла в Шанхае свой первый магазин без продавцов.
В 2018 году Suning Commerce Group сменила название на Suning.com Company Limited. По состоянию на конец 2018 года Suning управляла более чем 8,88 тыс. магазинами в Китае, а платформа электронной торговли имела более 400 млн зарегистрированных клиентов. По итогам 2018 года чистая прибыль компании выросла на 216,2 % и достигла 13,3 млрд юаней. В июне 2019 года дочерняя компания Suning International Group приобрела 80 % акций сети супермаркетов Carrefour China за 700 млн долл. США. Также в 2019 году Suning.com приобрела у Wanda Group сеть универмагов.
По итогам 2019 года оборот Suning.com составил 36,9 млрд долларов, число сотрудников превысило 130 тыс. человек, а число зарегистрированных участников розничной платформы достигло 470 миллионов пользователей. Однако вспыхнувшая в Китае пандемия COVID-19 сильно ударила по розничному бизнесу Suning, многие магазины компании простаивали из-за карантина. По состоянию на конец 2020 года Suning Retail Cloud открыла в общей сложности 8 тыс. франчайзинговых магазинов, годовой объём продаж которых превысил 20 млрд юаней. В мае 2021 года сеть Suning Retail Cloud достигла 9 тыс. магазинов.
В феврале 2021 года основные акционеры Suning.com Чжан Цзиньдун (20,96 %) и подконтрольная ему Suning Appliance Group (19,88 %) заявили о намерении продать крупный пакет акций для привлечения денежных средств. Также в феврале 2021 года Suning Holdings Group из-за финансовых трудностей вышла из числа акционеров футбольного клуба «Цзянсу Сунин» (включая женскую и молодёжную команды). Летом 2021 года из-за кризиса ликвидности Suning.com получила значительные вливания от нескольких фондов провинции Цзянсу, но, несмотря на это, акции и валютные облигации компании сильно упали в цене.
В июле 2021 года государственные и частные инвестиции на 1,4 млрд долларов вывели Suning.com из долгового кризиса, при этом Чжан Цзиньдун и его партнёры лишились контрольного пакета акций компании. Чжан Цзиньдун занял пост почётного председателя, отойдя от оперативного управления бизнесом. Новым председателем правления стал Хуан Миндуань, бывший гендиректор Sun Art Retail Group.

## Деятельность
Если в конце 2010 года у компании насчитывалось 1311 магазинов в 231 городе материкового Китая, то по состоянию на середину 2020 года Suning Group имела 2756 магазинов, охватывающих более 700 городов материкового Китая, а также Гонконг, Макао, Японию и Германию. В середине 2021 года число магазинов под брендом Suning превысило 9 тыс. (в том числе около 5,7 тыс. франчайзинговых). Также Suning управляет широкой сетью логистических парков, складов и сервисных центров. 
Платформа электронной коммерции Suning.com входит в число трех крупнейших китайских компаний сектора B2C, уступая лишь площадкам Alibaba Group и JD.com. Компания специализируется на продаже бытовой техники, электроники, умных гаджетов, книг, косметики, парфюмерии, средств ухода за детьми, спортивных товаров, одежды, обуви, аксессуаров, автомобилей и недвижимости. 
Suning работает через сеть собственных и франчайзинговых магазинов электроники. Основной ассортимент — цветные телевизоры, мониторы, игровые приставки, холодильники, стиральные машины, электроплиты, мелкая бытовая техника (фены, чайники, утюги), кондиционеры, мобильные телефоны, планшеты, настольные компьютеры, ноутбуки, цифровые фотоаппараты и видеокамеры, аудиоплееры, наушники. Компания также обеспечивает установку техники и услуги по ремонту электронных приборов. Дочерние сети Suning Group продают продукты питания, детские товары, бытовую химию, мебель и автомобили.
Suning Real Estate управляет объектами недвижимости группы, в том числе небоскрёбами Suning Plaza в Уси, Сунин-Плаза в Чжэньцзяне, Suning Plaza в Нанкине и Suning Plaza в Сюйчжоу, отелями Hyatt в Нанкине, Уси, Чжэньцзян и Сюйчжоу, отелями Sofitel в Нанкине и Ляньюньгане.
Пик продаж Suning.com пришёлся на 2019 год (268,167 млрд юаней), после чего начал стремительно падать (251,322 млрд юаней в 2020 году и 138,245 млрд юаней в 2021 году). По состоянию на 2021 год 20,8 % выручки пришлось на товары повседневного использования, 19,1 % — на средства связи, 15,2 % — на малую бытовую технику, 11,5 % — на холодильники и стиральные машины, 9,2 % — на цифровую технику, 9,2 % — на кондиционеры и вентиляторы, 1,2 % — на логистические услуги.

## Аффилированные структуры

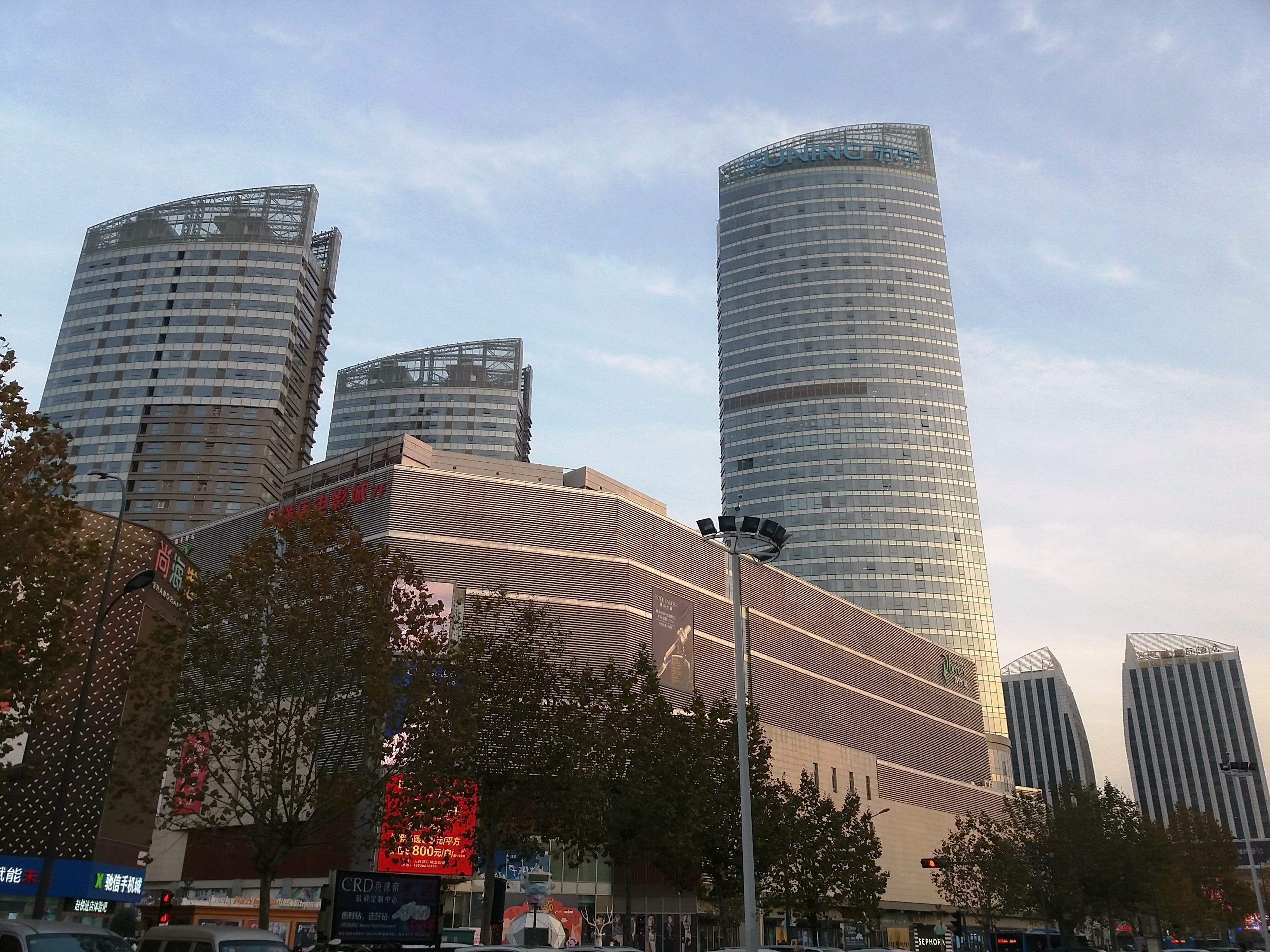
Suning Square в Ляньюньгане

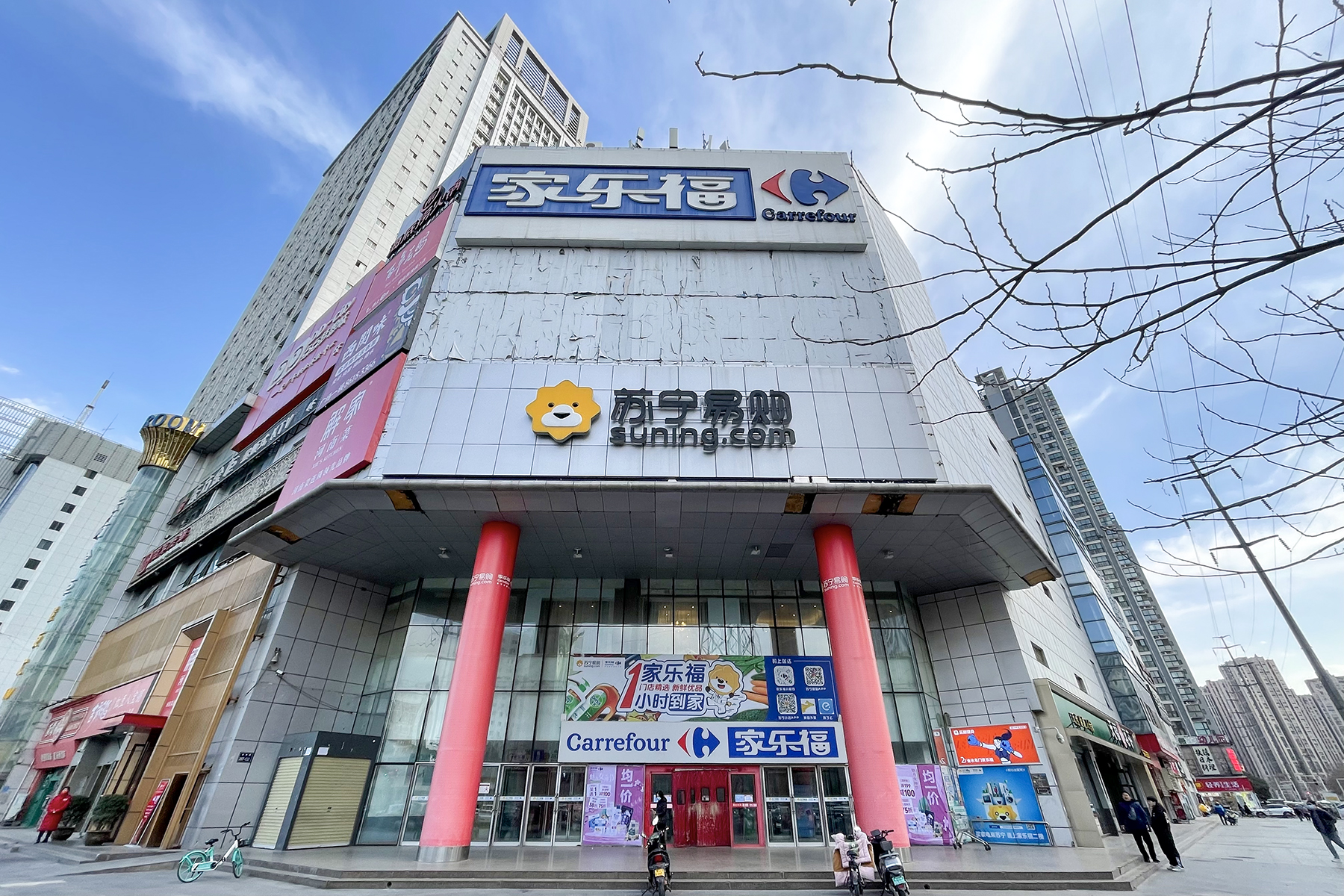
Магазины Carrefour и Suning в Чжэнчжоу

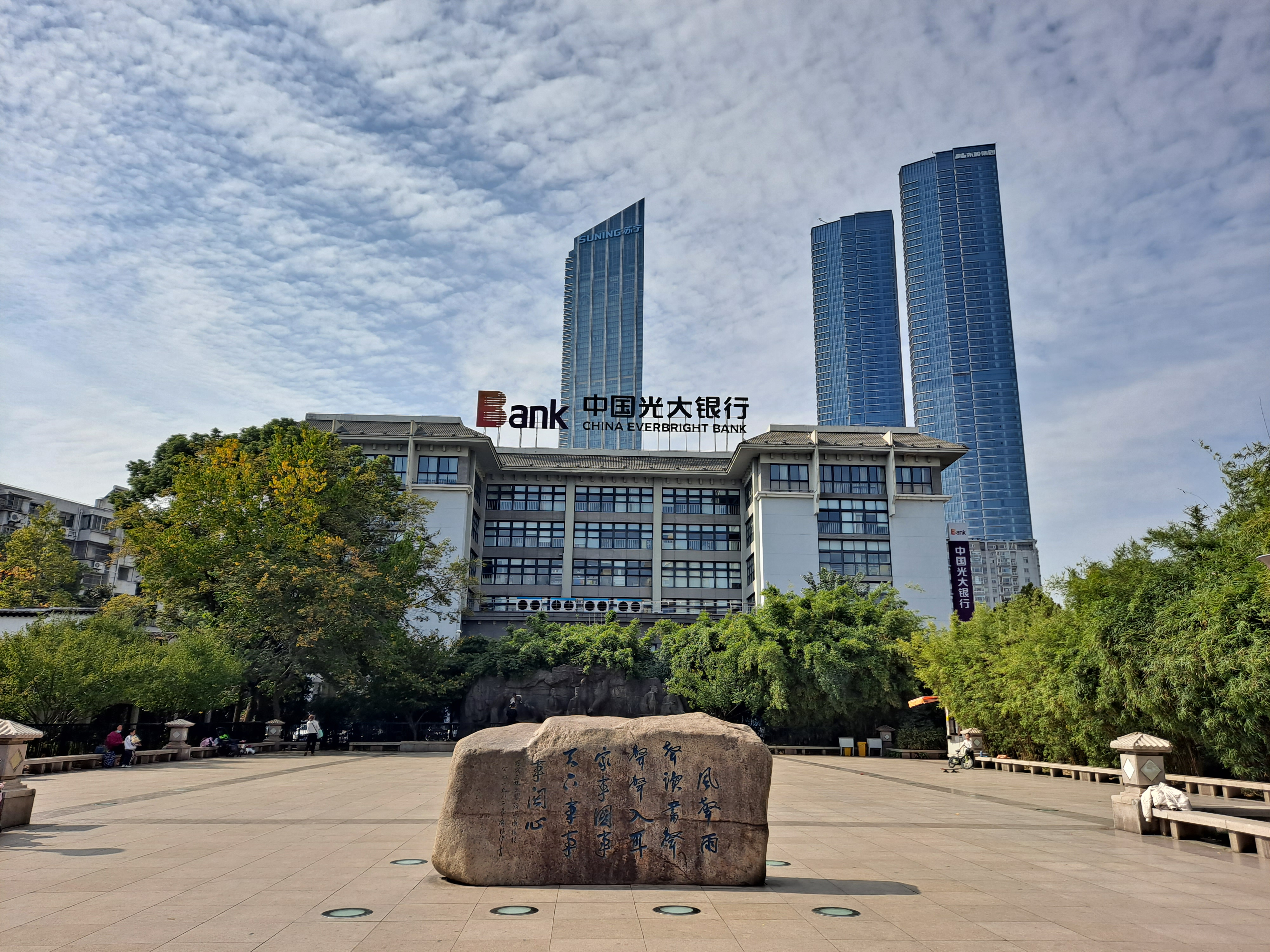
Небоскрёб Suning в Уси

- Suning Holdings Group — холдинговая компания с интересами в торговле (Suning.com), коммуникациях и развлечениях (Suning Culture Investment, China International Broadcasting Network, PPTV), спорте (Suning Sports, Internazionale Milano), электронике (Suning Rundong, Nubia Technology) и финансах (Suning Financial Holding and Investment, Suning Financial Services).
- Suning Appliance Group — холдинговая компания с интересами в торговле (Suning.com) и недвижимости (Suning Real Estate, Hengda Real Estate).
- Suning Retail Cloud — сеть небольших магазинов бытовой техники, электроники и домашней мебели.
- Suning.Com Stores — сеть больших магазинов бытовой техники и электроники.
- Laox — сеть магазинов электроники и беспошлинных товаров в Японии (41,85 % акций у Suning).
- Citicall — сеть магазинов электроники в Гонконге.
- Carrefour China — сеть гипермаркетов, супермаркетов и круглосуточных магазинов (80 % акций у Suning, 20 % — у Carrefour).
- Suning Tesco Sales — сеть супермаркетов Tesco.
- Suning Xiaodian — сеть магазинов у дома и небольших ресторанов.
- RedBaby — сеть магазинов детских товаров.
- Suning Plaza — сеть торгово-развлекательных центров.
- Suning Department Store — сеть универмагов.
- Suning Auto — сеть автосалонов.
- Suning Logistics — оператор складов, грузовых автоперевозок и службы доставки посылок.
- Suning Express — сервис курьерской доставки.
- TTK Express — сервис курьерской доставки.
- Suning Real Estate — оператор недвижимости (офисных, жилых, гостиничных и торговых активов группы).
- Suning Bank — онлайн-банкинг.
- Suning Consumer Finance — потребительское кредитование.
- Suning Electronic Information Technology — информационные технологии.
- PPTV — сервис видеохостинга и стримингового видео (44 % акций у Suning).
- Nubia Technology — производитель смартфонов.
- TCL Technology — производитель бытовой техники, электроники и смартфонов (25 % акций у Suning).

## Акционеры
Основными акционерами Suning.com являются Alibaba Group (19,99 %), Чжан Цзиньдун (17,62 %), New Retail Innovation Fund (16,96 %), Suning Holdings Group (2,73 %) и Suning Appliance Group (1,39 %). Учредителями New Retail Innovation Fund являются правительство провинции Цзянсу и комитет по управлению активами города Нанкин при участии интернет-гиганта Alibaba Group и производителей электроники и бытовой техники Midea, Haier, Xiaomi и TCL Technology.

## Спорт
Группа Suning является совладельцем и спонсором итальянского футбольного клуба «Интернационале».

## Галерея

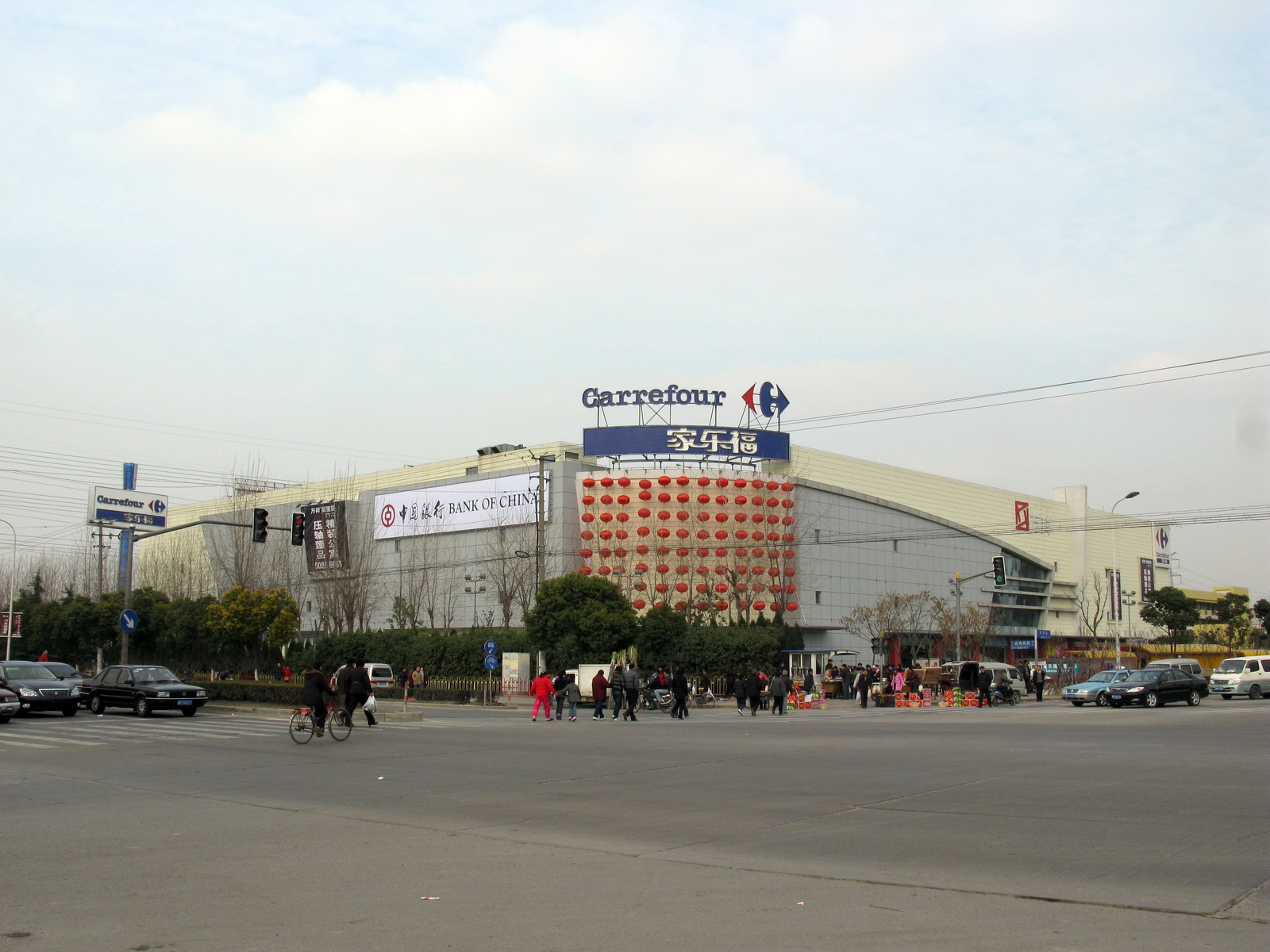
Супермаркет Carrefour в Шанхае
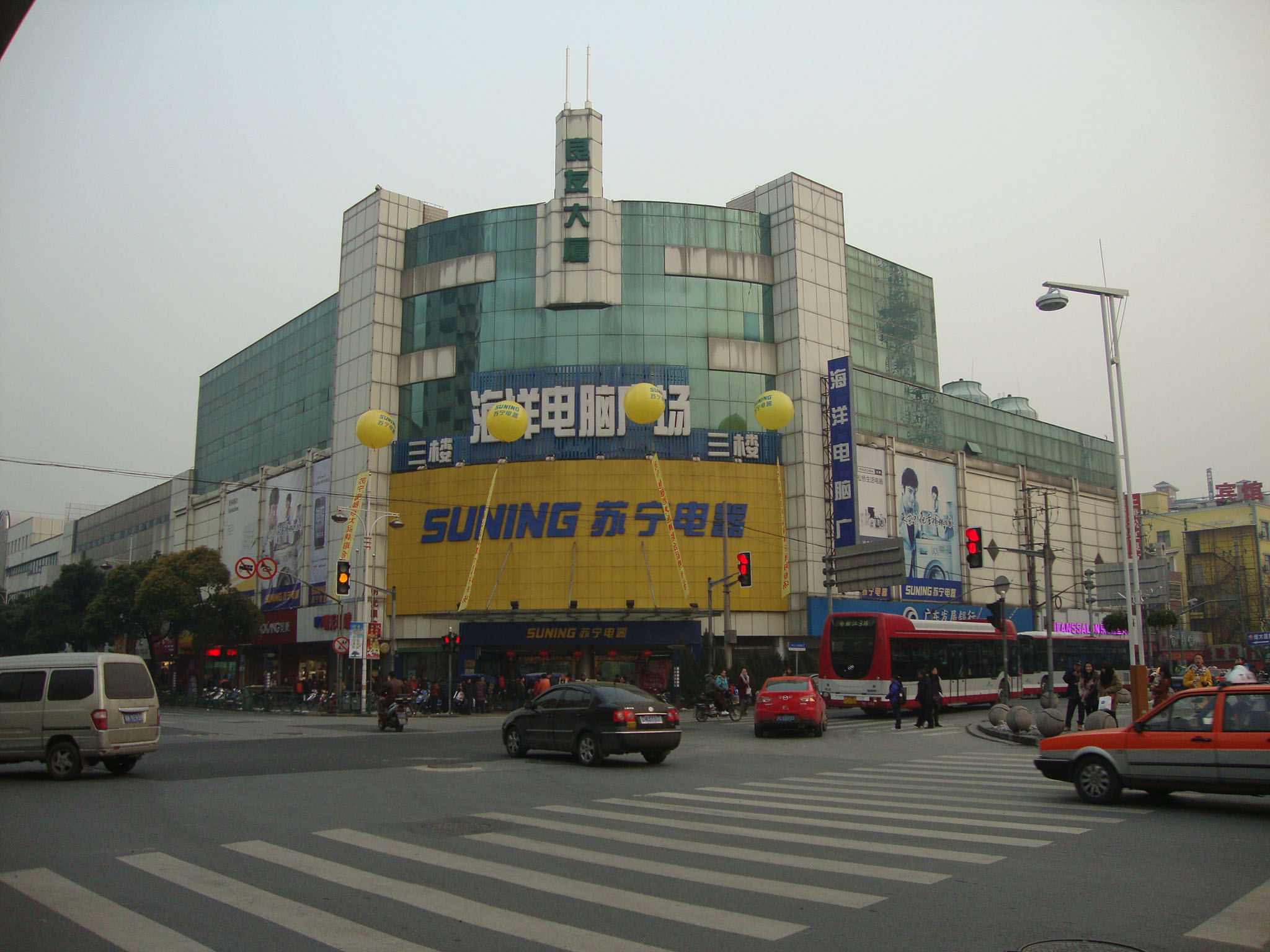
Магазин электроники в Шанхае
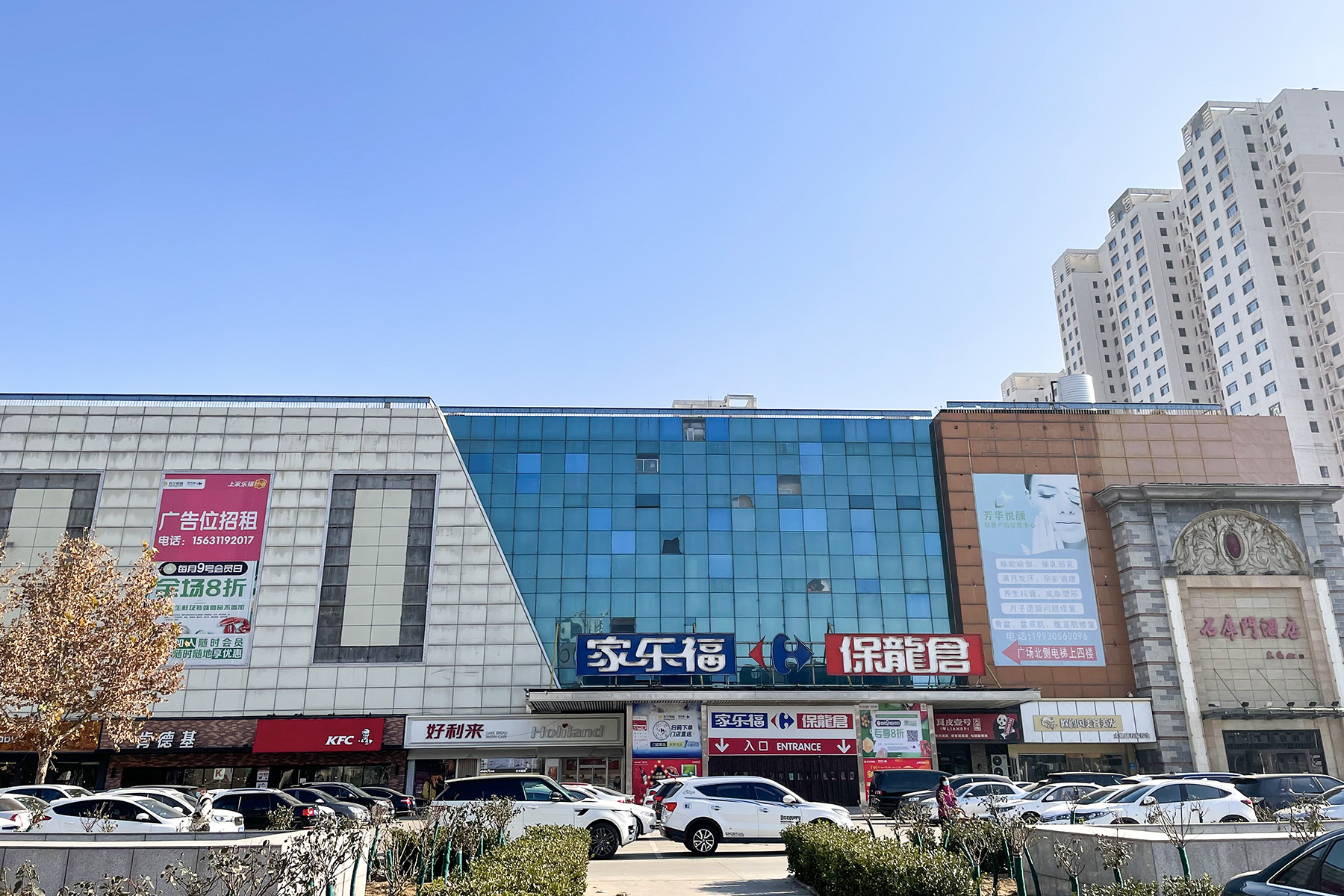
Супермаркет Carrefour в Шицзячжуане
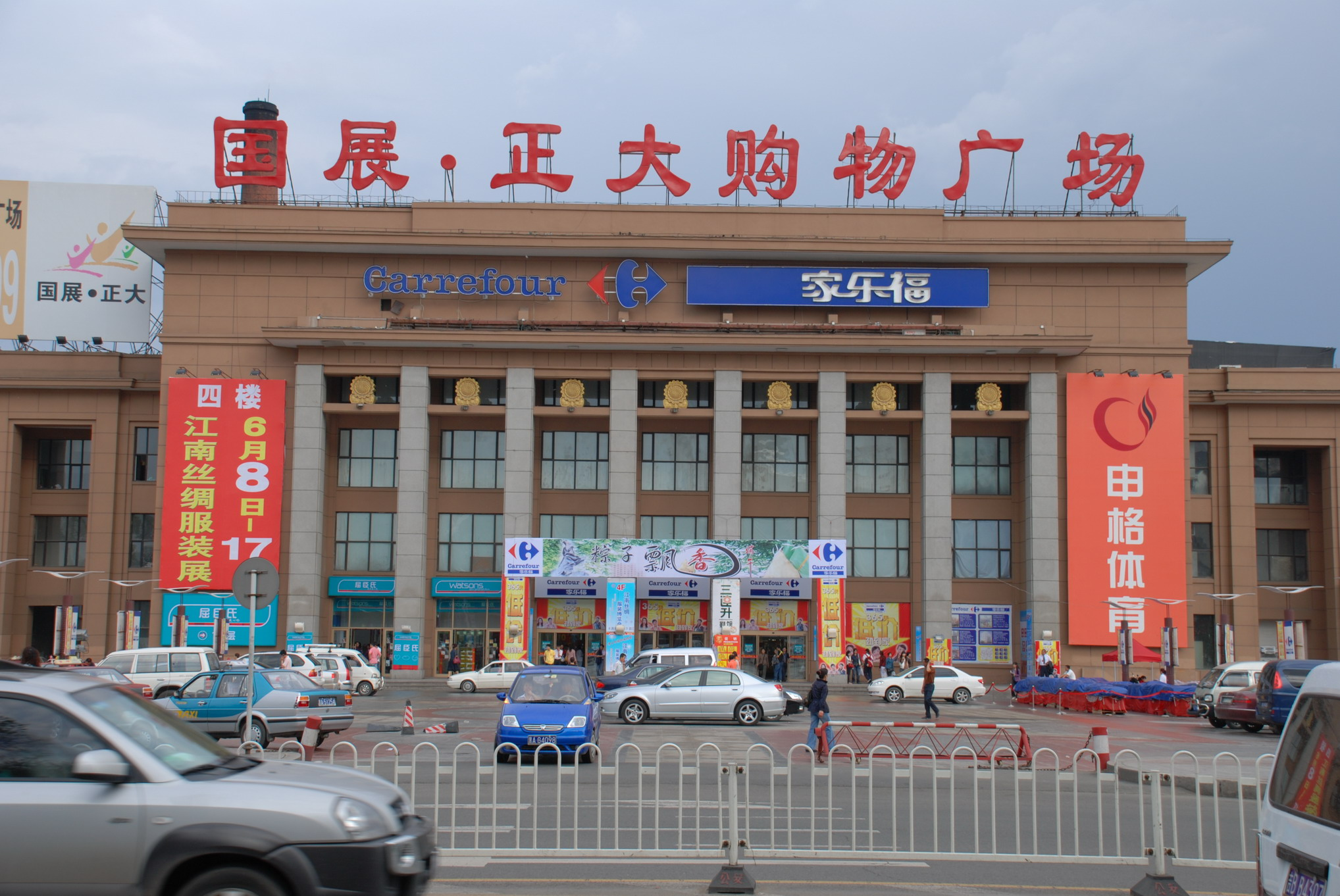
Супермаркет Carrefour в Харбине
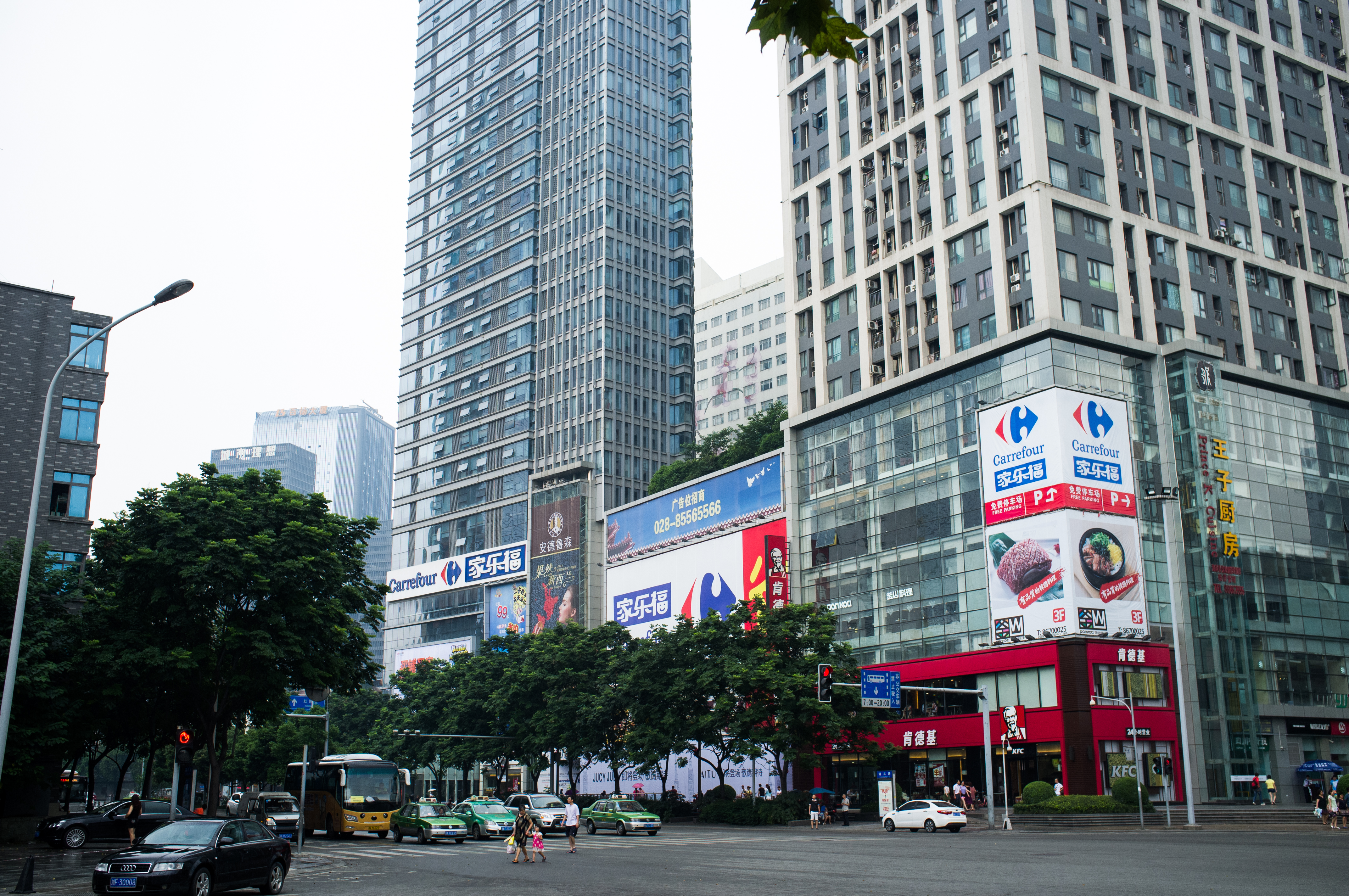
Супермаркет Carrefour в Чэнду
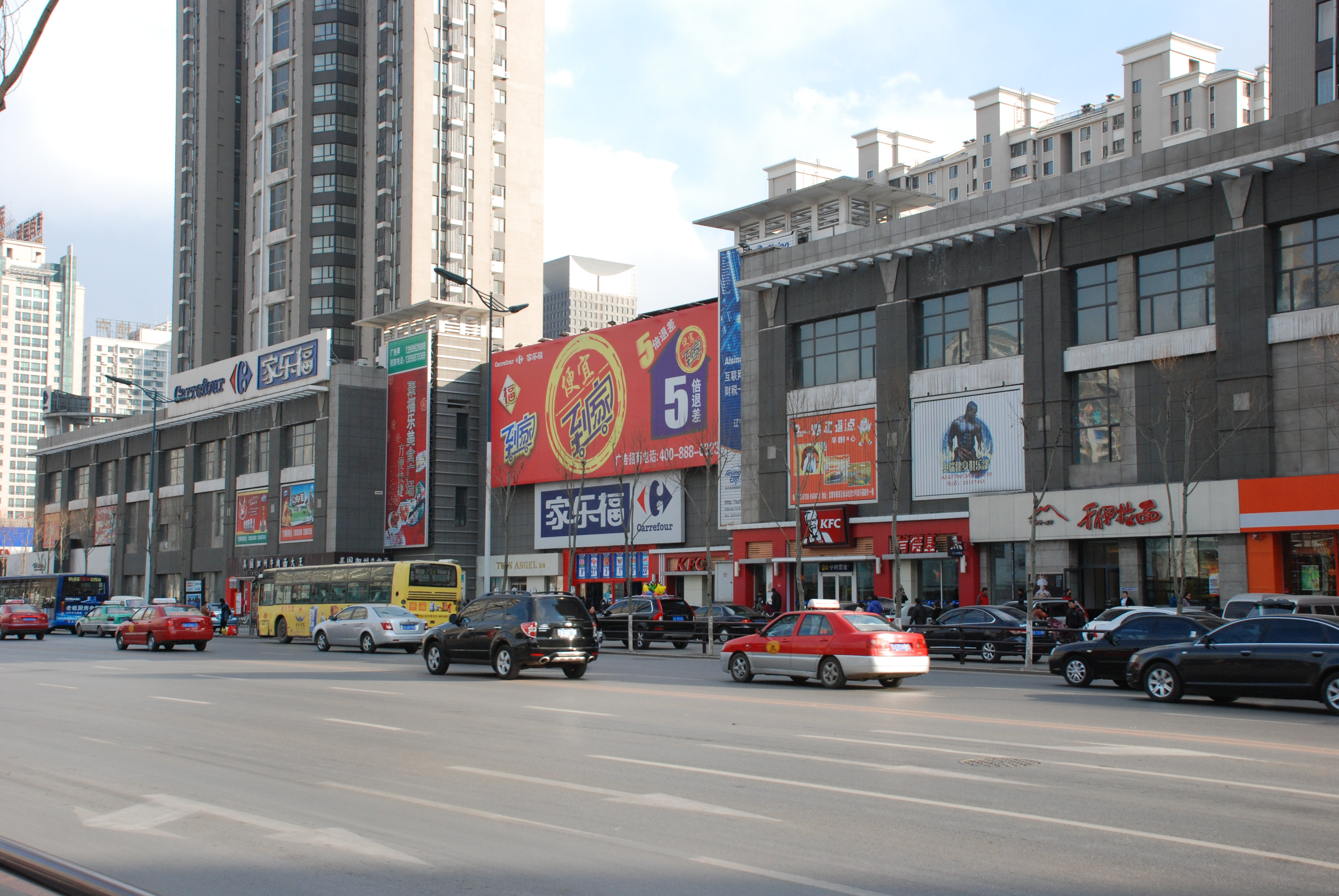
Супермаркет Carrefour в Шэньяне
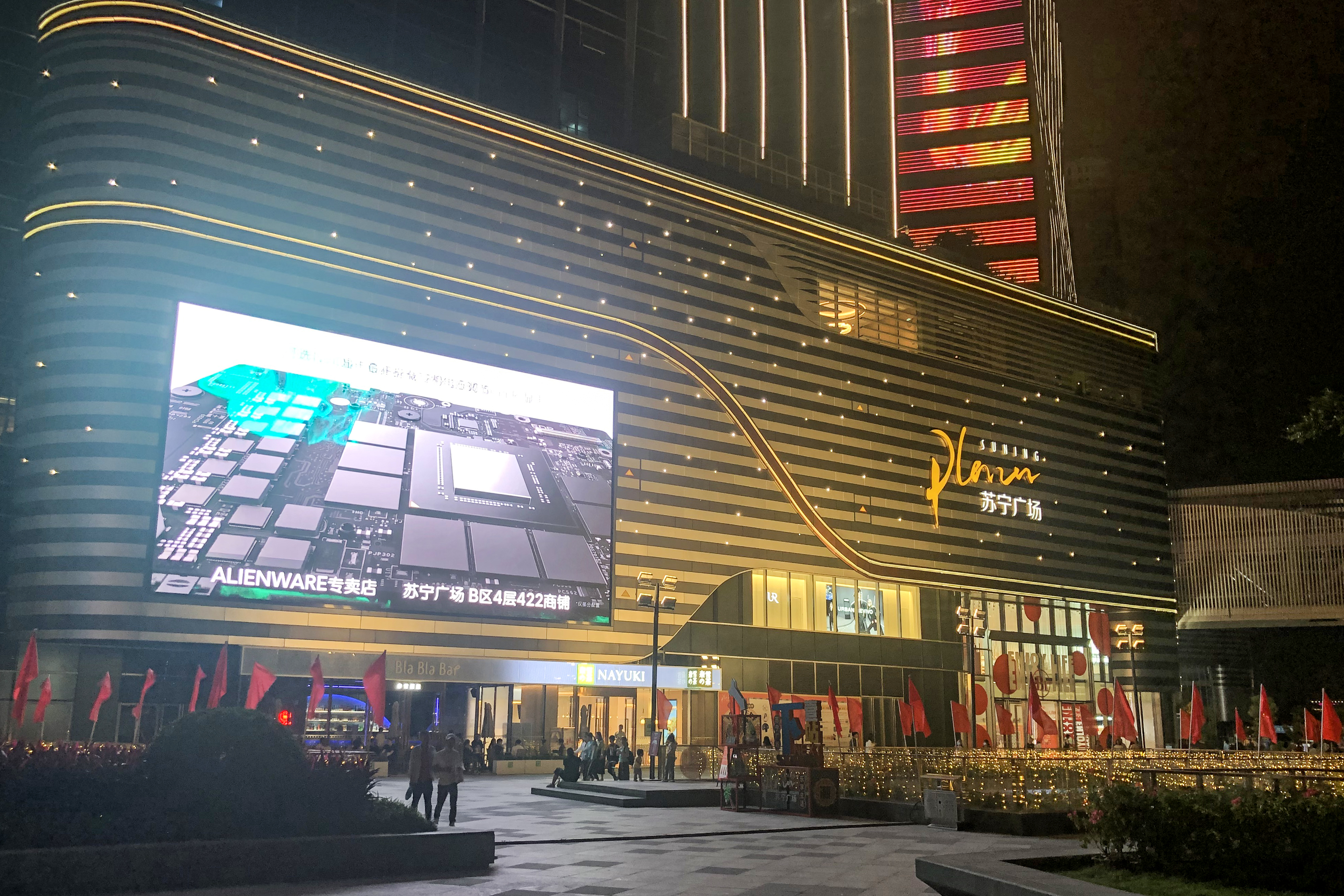
Торговый центр Suning Plaza в Фучжоу
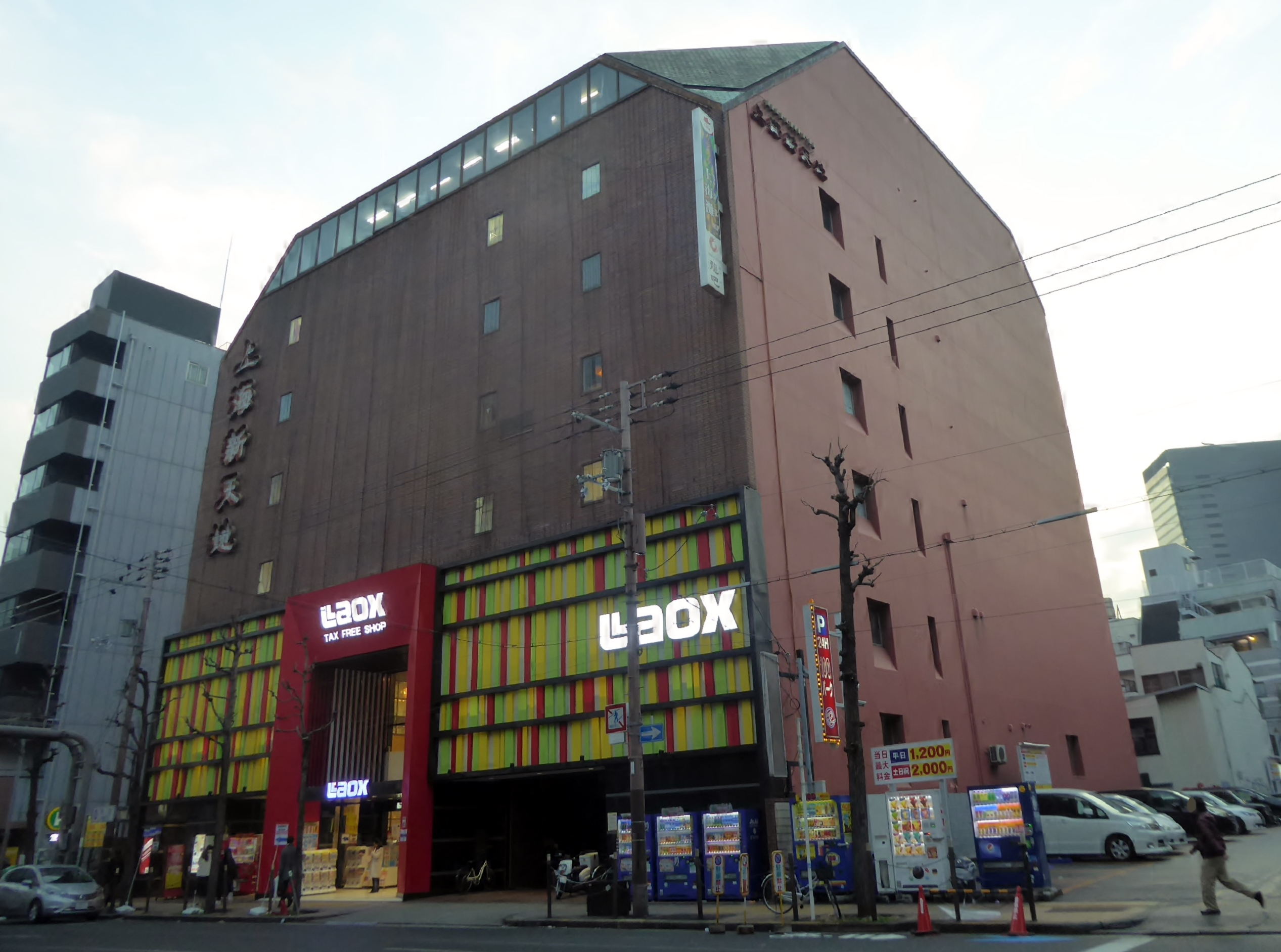
Магазин электроники LaOX в Осаке
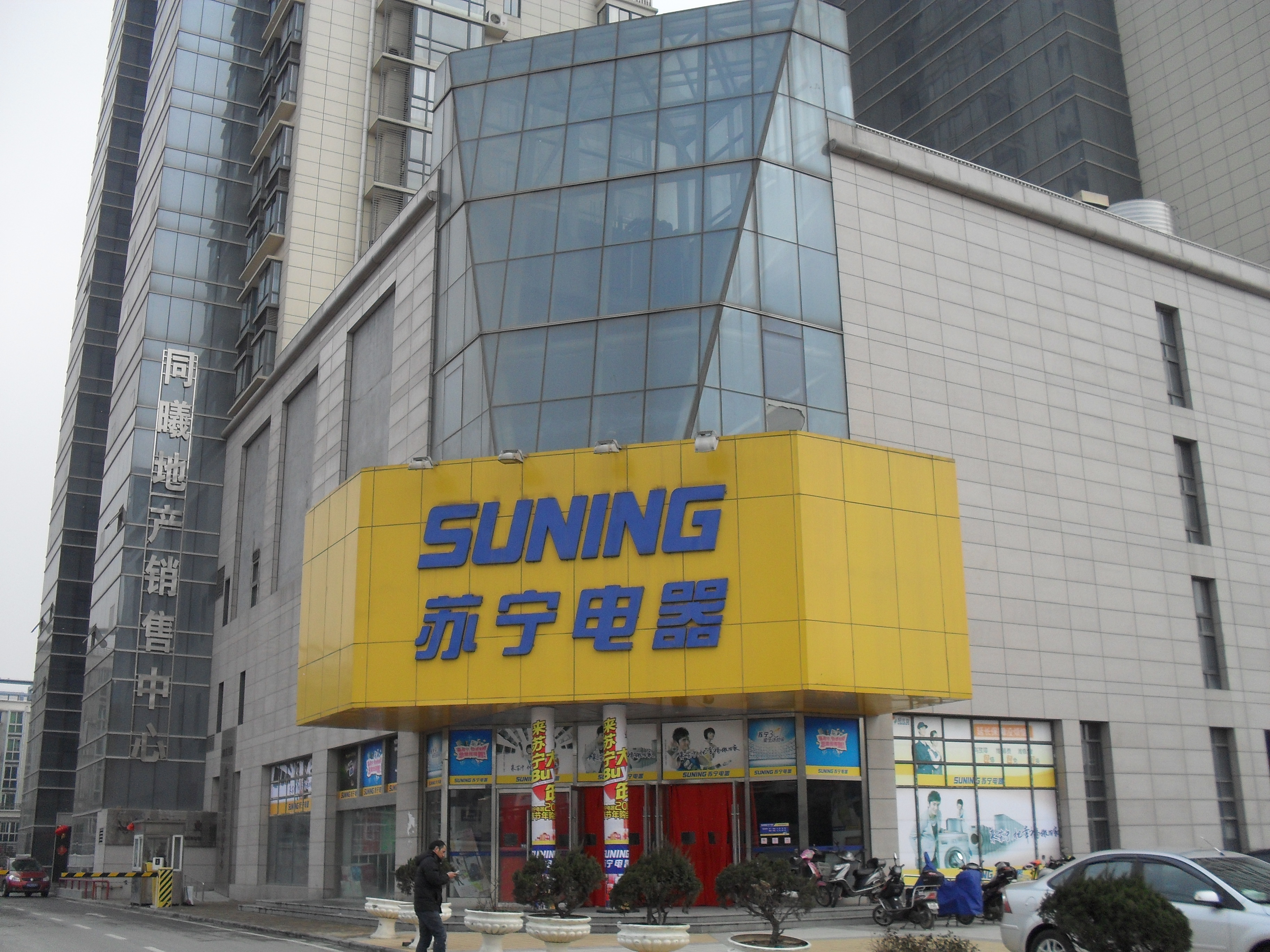
Магазин электроники в Нанкине
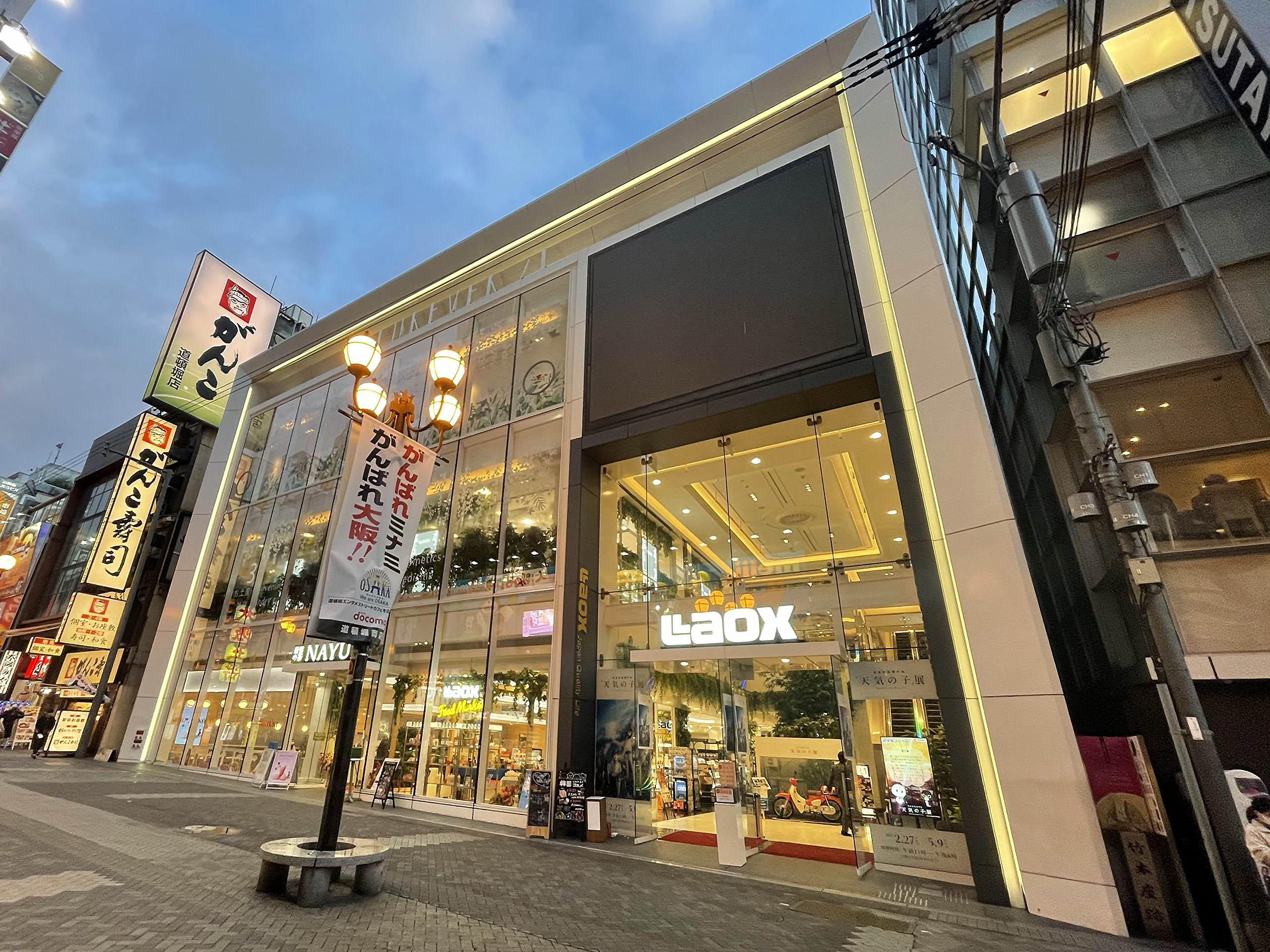
Магазин электроники LaOX в Осаке
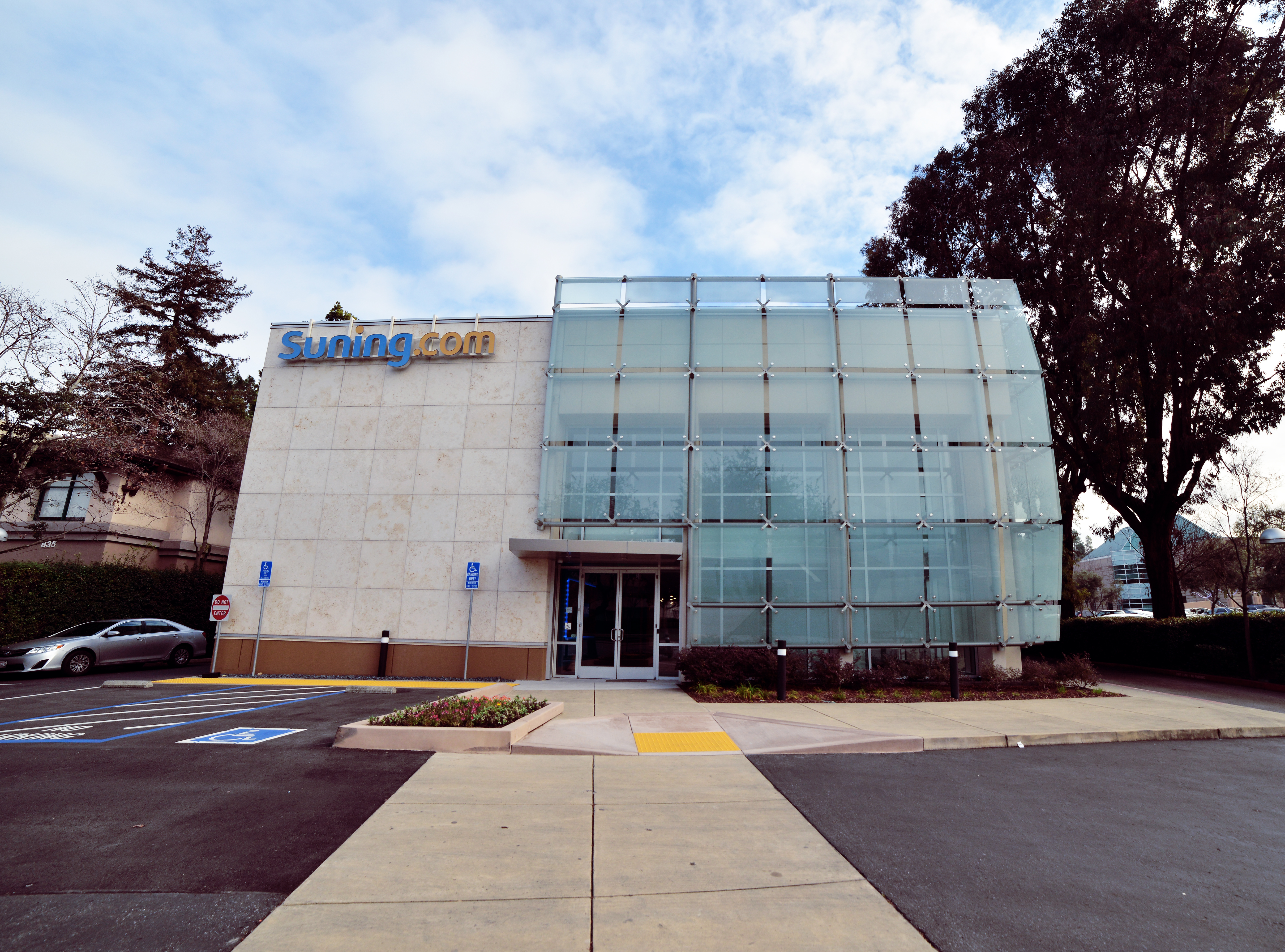
Офис в США
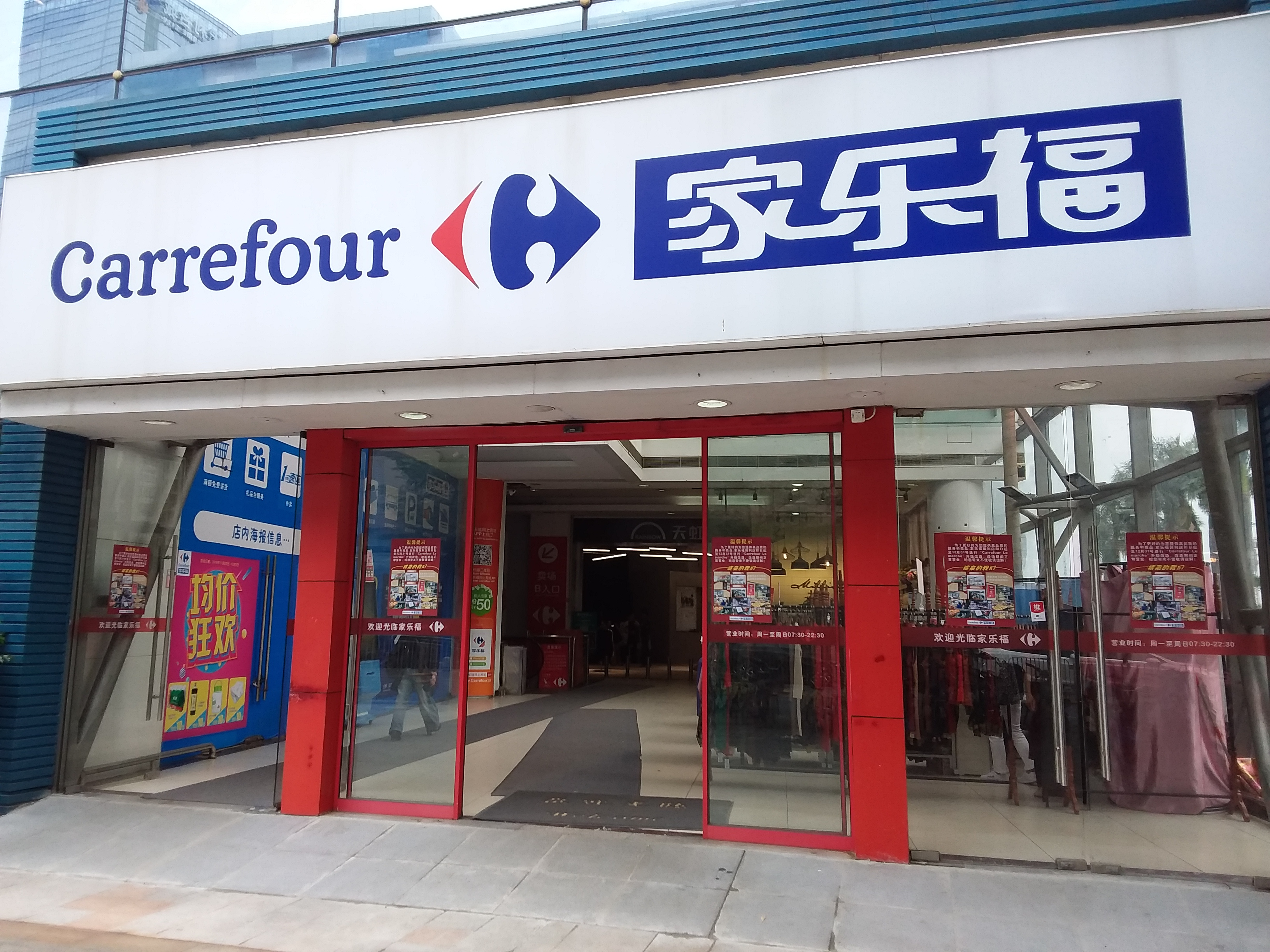
Супермаркет Carrefour в Шэньчжэне
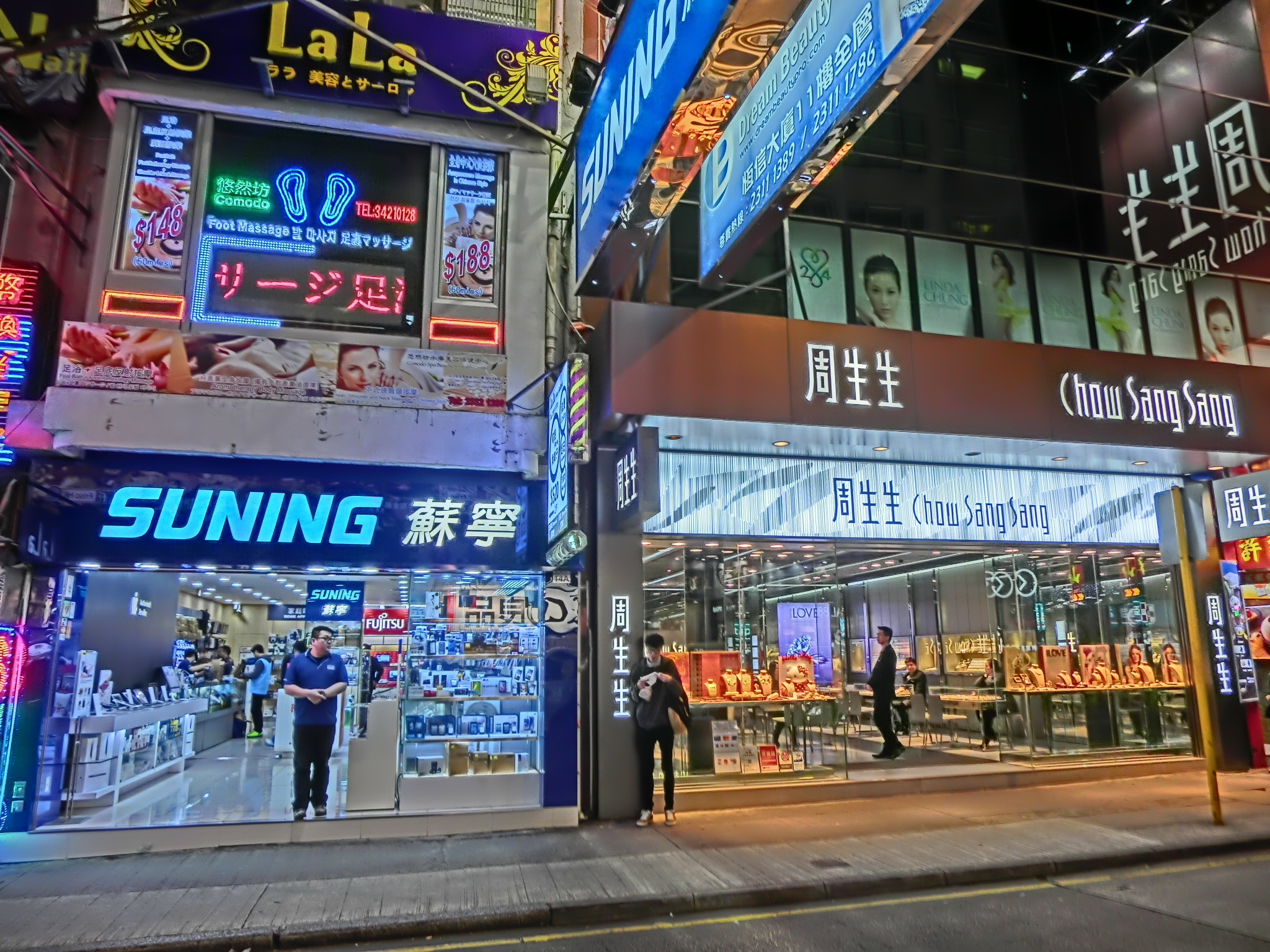
Магазин электроники в Гонконге
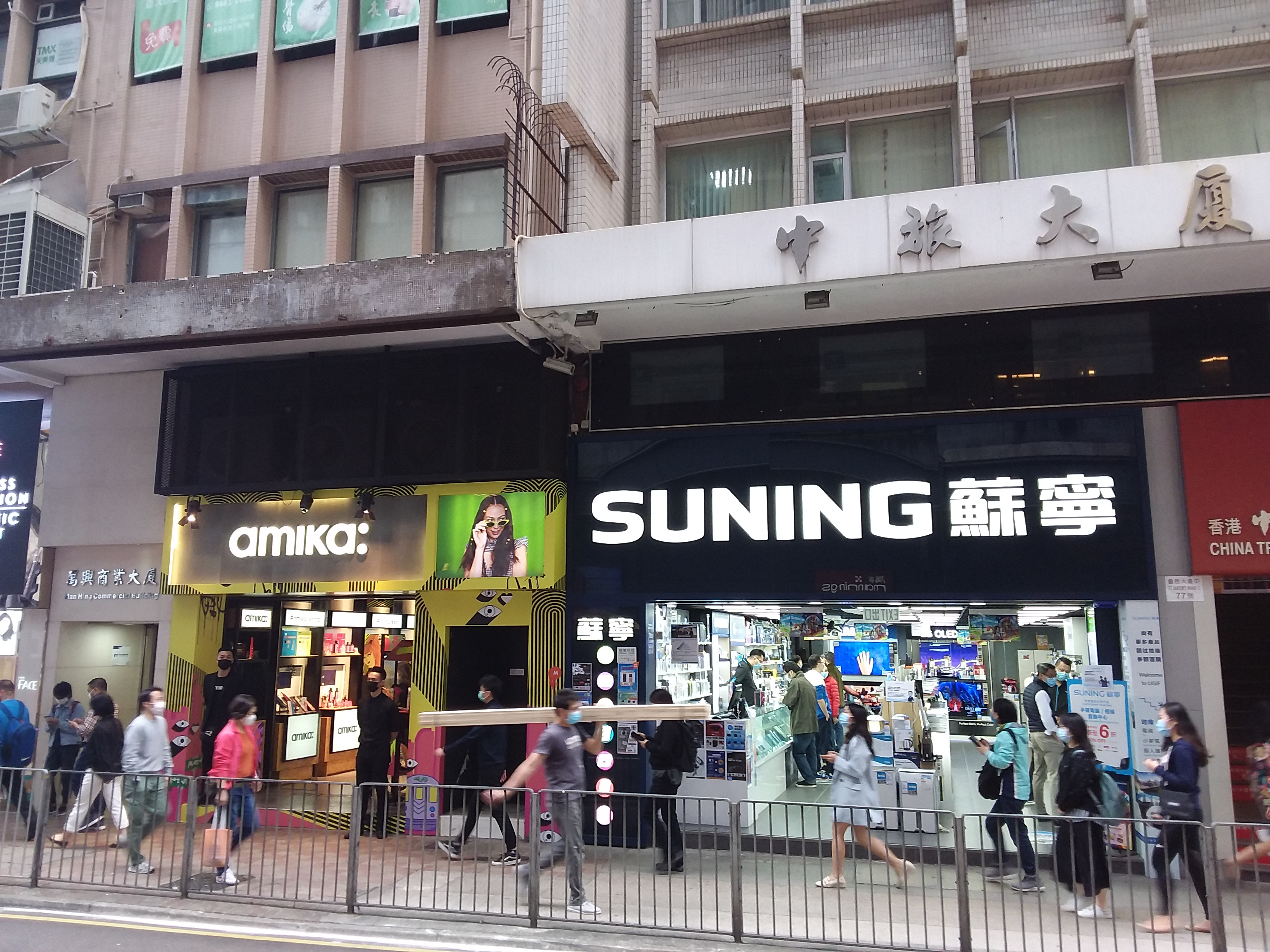
Магазин электроники в Гонконге
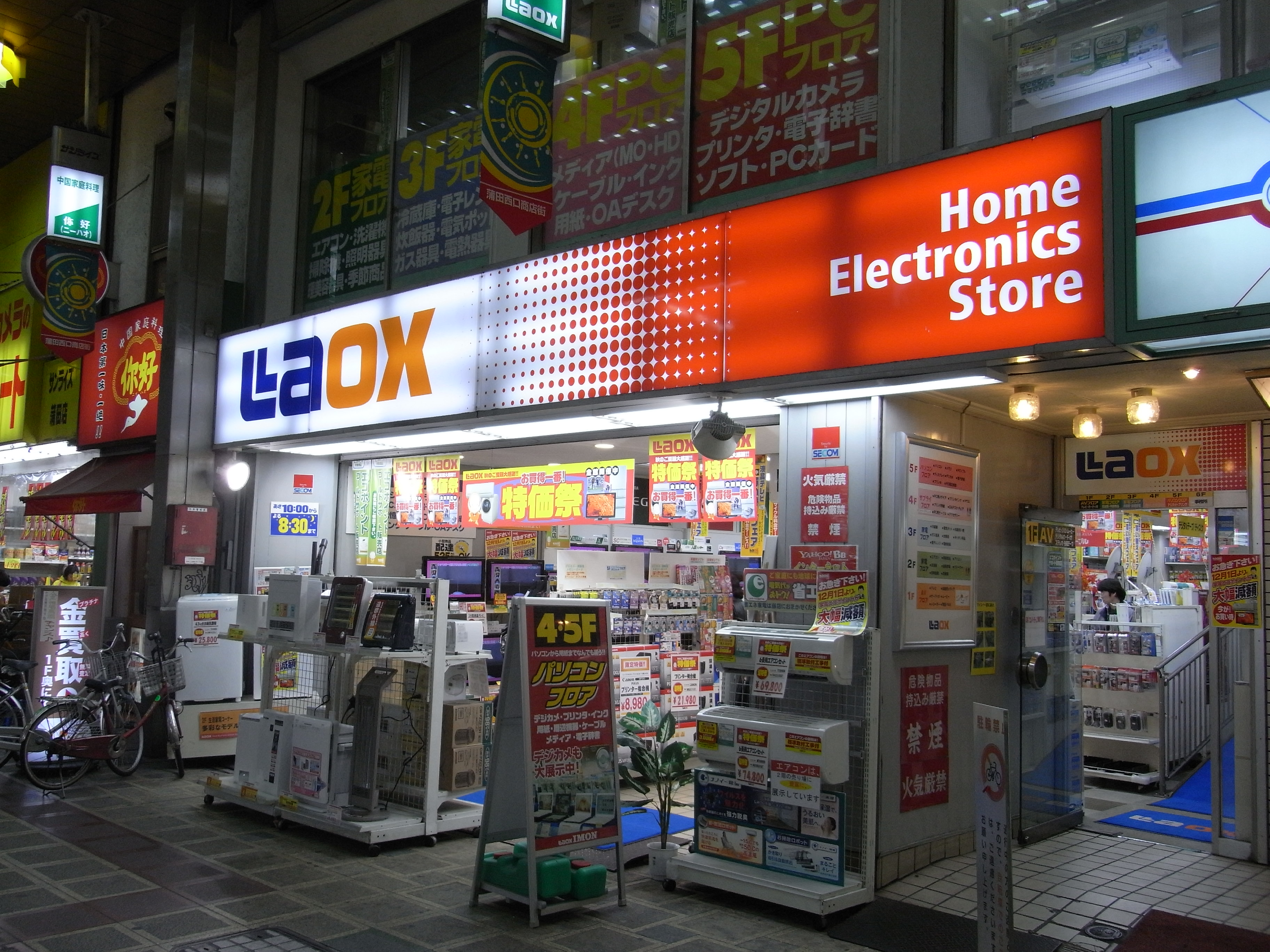
Магазин электроники LaOX в Токио
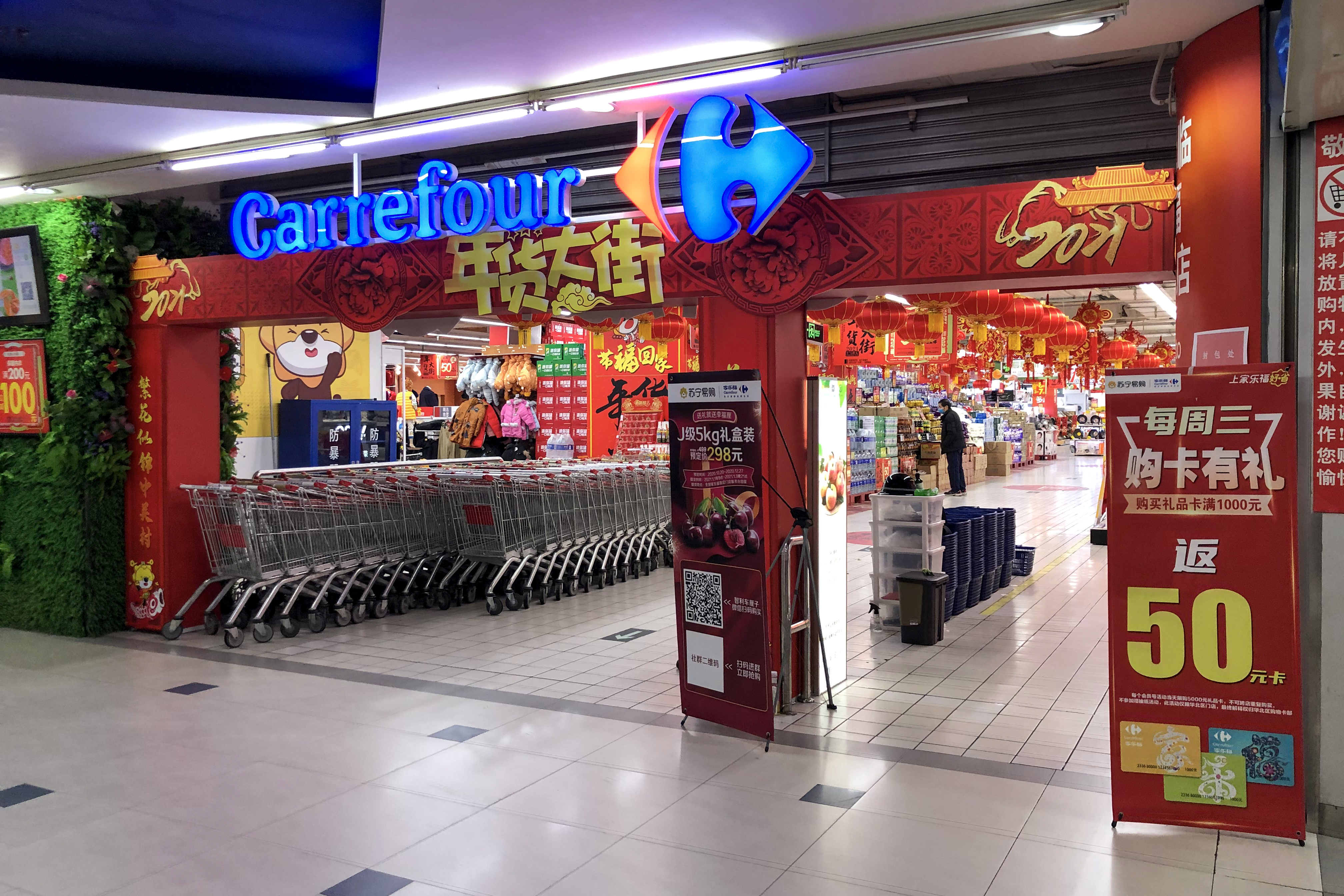
Супермаркет Carrefour в Пекине
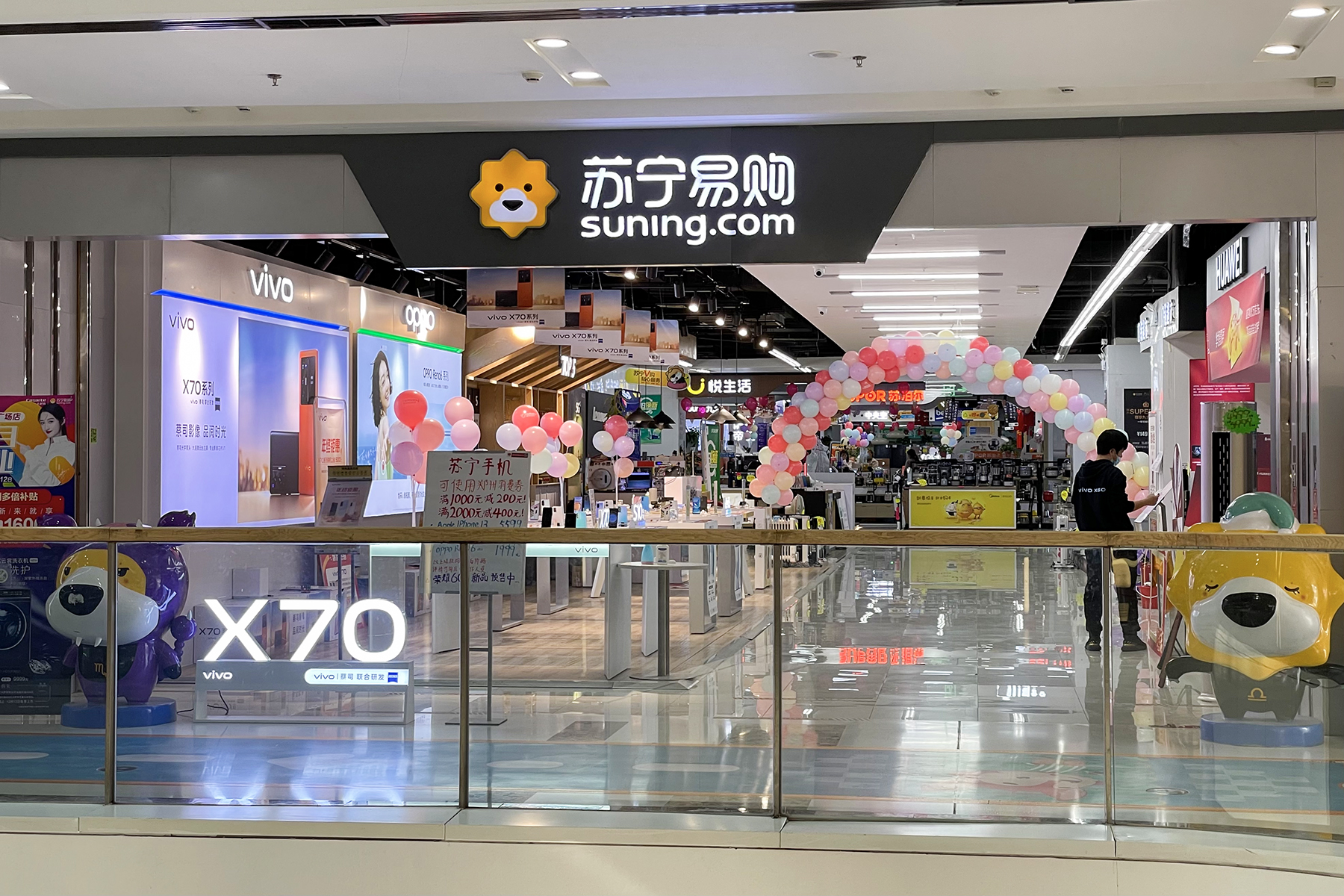
Магазин электроники в Чжэнчжоу
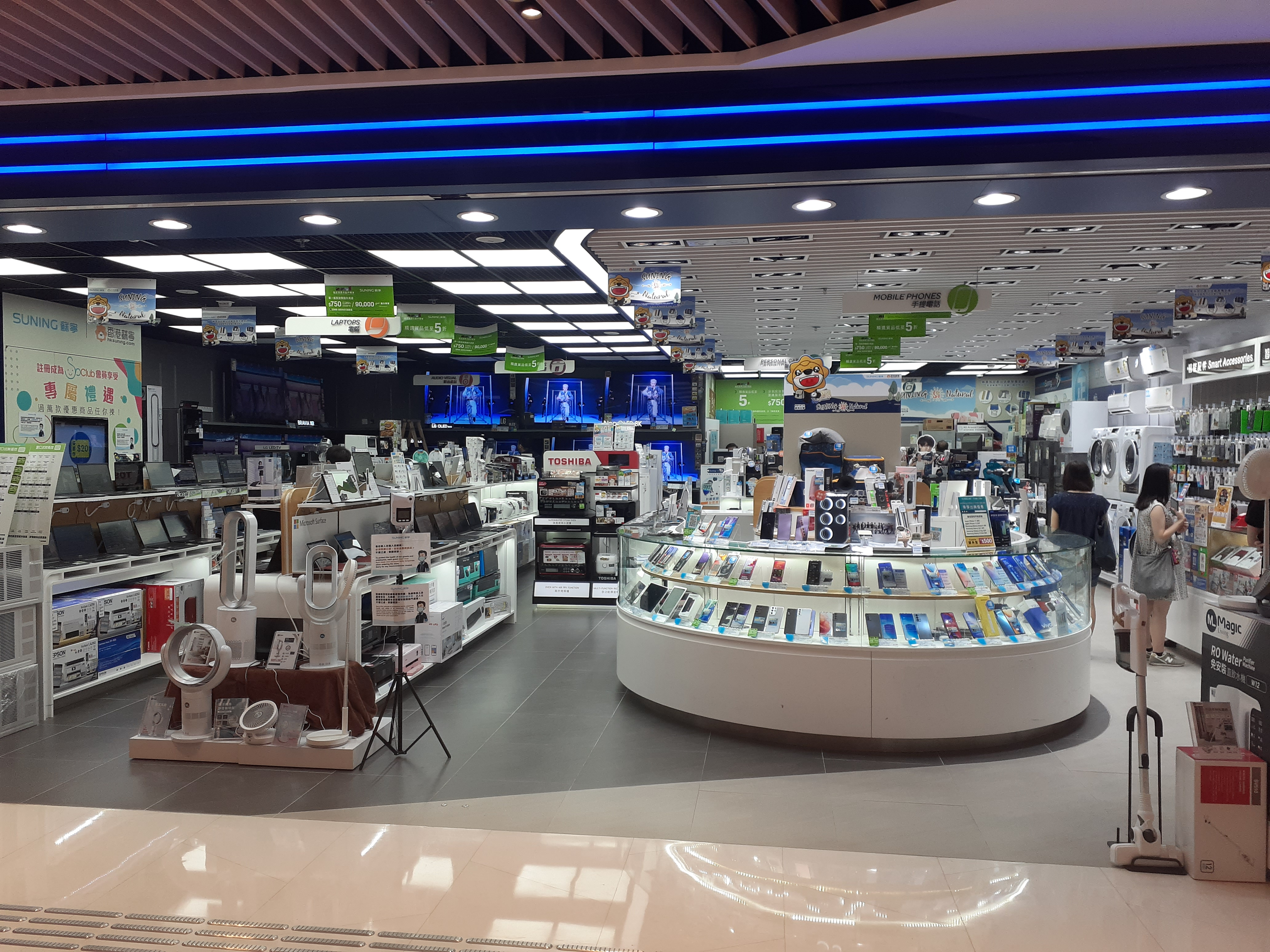
Магазин электроники в Гонконге